# João Marcos (voetballer, 1991)
João Marcos Quintanilha Pires Fernandes (Rio de Janeiro, 22 augustus 1991) is een Braziliaans voetballer die als middenvelder voor onder andere Fortuna Sittard speelde. Hij bezit ook de Portugese nationaliteit.

## Carrière
João Marcos speelde in de jeugd van CR Vasco da Gama en Botafogo FR, waar Fortuna Sittard een samenwerkingsverband mee had. Zodoende werd Marcos in het seizoen 2010/11 verhuurd aan Fortuna. Hij debuteerde voor Fortuna op 3 september 2010, in de met 3-3 gelijkgespeelde uitwedstrijd tegen Sparta Rotterdam. Hij kwam in de 50e minuut in het veld voor Soufiane Dadda. In de bekerwedstrijd tegen Telstar kreeg Marcos een rode kaart vanwege natrappen. Hij speelde in totaal vijf competitiewedstrijden voor Fortuna Sittard. Het seizoen erna werd Marcos door Botafogo aan Bangu AC verhuurd. Hierna speelde hij nog voor Duque de Caxias FC, ASC Corona 2010 Brașov en Bonsucesso FC. Later speelde hij nog in het minivoetbal (7 tegen 7).

### Statistieken
| Seizoen                     | Club                   | Land           | Competitie     | Competitie | Competitie | Beker | Beker | Totaal | Totaal |
| Seizoen                     | Club                   | Land           | Competitie     | Wed.       | Dlp.       | Wed.  | Dlp.  | Wed.   | Dlp.   |
| --------------------------- | ---------------------- | -------------- | -------------- | ---------- | ---------- | ----- | ----- | ------ | ------ |
| 2010/11                     | → Fortuna Sittard      | Nederland      | Eerste divisie | 5          | 0          | 1     | 0     | 6      | 0      |
| 2013/14                     | ASC Corona 2010 Brașov | Roemenië       | Liga 1         | 1          | 0          | 1     | 0     | 2      | 0      |
| Carrièretotaal              | Carrièretotaal         | Carrièretotaal | Carrièretotaal | 6          | 0          | 2     | 0     | 8      | 0      |
| Bijgewerkt op 30 maart 2018 |                        |                |                |            |            |       |       |        |        |